# Dactylioceras
Dactylioceras Hyatt, 1867 è un generedi molluschi cefalopodi estinto appartenente alle ammoniti. Visse nel Giurassico inferiore (Toarciano, circa 172 milioni di anni fa). La sua specie tipo è Ammonites communis Sowerby, 1815 e l'esemplare lectotipo proviene dal Regno Unito (Yorkshire), Howarth, 2013. L'esemplare è conservato nel Museo di Storia Naturale di Londra. I suoi resti fossili si trovano in gran parte del mondo, in particolare in Europa (Inghilterra, Francia, Germania, Italia), Nordafrica, Asia (Iran, Beluchistan, Indonesia, Siberia), Groenlandia, Nordamerica (Alaska, Canada) e Sudamerica.

## Descrizione
Questo mollusco era una delle forme più tipiche di ammoniti del Giurassico inferiore. La conchiglia è evoluta (con scarsa ricopertura dei giri) e ombelico ampio (tipo di morfologia nota come serpenticona). Numerose coste rectiradiate e rilevate ornavano la conchiglia; queste coste erano più fitte nei giri interni e biforcate nell'area ventrale. Il disegno della sutura, di tipo ammonitico (osservata e disegnata da un esemplare inglese dello Yorkshire, Withby), è poco frastagliata, caratterizzata da: lobo esterno più grande e lungo di L e da lobi U2 e U3 appressati. In genere la conchiglia di Dactylioceras non superava il diametro di cinque centimetri, però poteva giungere fino a 8-9 cm, come testimoniate da alcuni fossili ritrovati.

## Distribuzione e habitat
La distribuzione geografica di Dactylioceras è molto ampia, e al contrario la distribuzione stratigrafica è estremamente ridotta; per questo motivo, le conchiglie appartenenti a questo genere sono spesso considerati ottimi fossili guida, in particolare la specie Dactylioceras commune.

## Aspetti storico-culturali
Estremamente abbondanti, queste ammoniti sono note da molto tempo: già nel Medioevo a Whitby (Yorkshire, Inghilterra), gli abitanti erano soliti intagliare occhi e bocca sulla parte finale delle conchiglie fossilizzate; queste ammoniti erano infatti considerate serpenti pietrificati per opera di santa Hilda, venerata nel luogo.